# تشيرامي
جرامي أو (نقحرة: تشيرامي) (بالإيطالية: Cerami)‏ هي بلدية في مقاطعة إنا في صقلية الإيطالية.

## السكان
في سنة 1861 بلغ عدد السكان 4٬402 نسمة، وتطور العدد ليصل في سنة 2011 لـ 2٬150 نسمة.
يظهر هذا المخطط البياني تطور النمو السكاني لـ جرامي